# 双杀
双杀（英語：Double play），是在棒球比赛中，於一個打席內，經由一系列连贯防守动作而造成两名进攻球员同时出局的情況。

## 概要
最典型的双杀可以是有跑者在一垒，打者擊出內野滾地球，防守球员接到球後，或自行踩二壘，或將球傳往二壘封殺由一壘往二壘的跑者後，再將球傳往一壘刺殺打者。這種情形打者要記一支雙殺打。此外，也有由一壘手接球後自踩壘包，再將球傳往二壘，由二壘守備球員將一壘往二壘的跑者觸殺出局（因此時強迫進壘狀態解除，故必須採用觸殺），一般稱為“逆雙殺”(逆雙殺在規則上也記為雙殺打)。一旦出現雙殺打，即使三壘跑者回本壘得分算，仍不記打者打點。
在紀錄上，6-4-3為游擊傳二壘再傳一壘的雙殺打(三壘傳二壘再傳一壘記為5-4-3)，4-6-3為二壘傳游擊再傳一壘的雙殺打，1-6-3為投手傳游擊再傳一壘的雙殺打，3-6-3為一壘傳游擊再回傳一壘的雙殺打(如果是傳給補位一壘的投手則記為3-6-1)，1-2-3為滿壘時投手傳本壘再傳一壘的雙殺打。而逆雙殺多半記為3A-4T(二壘手接球場合，如果是游擊手進二壘接球則記為3A-6T)。
第二類双杀是当外野手接到高飛球或是內野手接到平飛球，同时跑者離壘過遠，防守球员将球传回該垒包，将跑者封杀出局，加上打者出局，成为双杀。這種情形也稱作雙殺守備，而不計為雙殺打。此外，當二壘、三壘跑者試圖利用隊友的外野高飛球進壘時，外野手將球傳往跑者欲進佔的壘包將跑者封殺，也被視為雙殺守備，但不計雙殺打。
第三种双杀是捕手直接接到打者被三振的第三好球，马上把球传给垒上队友，觸殺企图盗垒的跑者。
也有些較奸詐的球員，知道在一個活球中有可能被策動雙殺，而不惜去硬把球化為一個出局數。例如一壘有人一出局，打者將球擊至一二壘偏二壘方向的滾地球，二壘手早就就位準備接球，而此時一壘跑者就故意踢球的改變其滾動路經，或者撞上二壘手，造成妨礙守備，跑者雖然出局，打者卻上一壘。也有在處理這種情況的滾地球時，已經封殺跑者，跑者就故意滑向一個判斷的位置，然後有機會鏟到守備員的腳而令其失誤的例子。然而後者如果裁判主觀認定跑者並不是往二壘方向滑壘而是刻意滑向二壘手(或游擊手)時，裁判得主觀認定正常守備為雙殺打而給予雙殺打的判決。
和双杀类似，「三杀」是在一個打席內造成三名进攻球员同时出局。三殺守備大多是因為平飛球被接殺之後，壘上2名跑者回壘不及相繼被封殺。而三壘強勁滾地球三壘手先踩三壘壘包封殺二壘往三壘的跑者，再傳二壘封殺一壘往二壘的跑者，再傳一壘刺殺打者的「三殺打」則相當罕見。

## 外部連結
- These are some of the craziest double plays （页面存档备份，存于） mlb.com （英文）
- 双杀在台灣棒球維基館上的頁面（繁體中文）
- Definition of double play from the Oxford Advanced Learner's Dictionary （页面存档备份，存于） （英文）